# Liodessus patagonicus
Liodessus patagonicus är en skalbaggsart som först beskrevs av Zimmermann 1923.  Liodessus patagonicus ingår i släktet Liodessus och familjen dykare. Inga underarter finns listade i Catalogue of Life.